# Anton Huber (Fußballspieler, I)
Anton Huber (Lebensdaten unbekannt) war ein deutscher Fußballspieler, der zuletzt für den FC Bayern München aktiv gewesen ist.

## Karriere

### Beginn
Huber gehörte der ersten Mannschaft des SV 1860 München an, für die er von 1925 bis 1932 in der seinerzeit erstklassigen Bezirksklasse Bayern, ab der Saison 1927/28 in der Bezirksklasse Bayern, Gruppe Südbayern zum Einsatz kam. Für die Münchener bestritt er zudem vier Spiele in der Endrunde um die Deutsche Meisterschaft 1931. Am 17. Mai gelangen ihm beim 4:1-Sieg im Achtelfinale gegen den Meidericher SV in München zwei Tore. Beim knappen 1:0-Viertelfinalsieg gegen Tennis Borussia Berlin am 24. Mai in Frankfurt am Main und beim 2:0-Sieg im Halbfinale gegen Holstein Kiel am 31. Mai in Duisburg spielte er von Beginn an. Das Finale am 14. Juni in Köln verlor er mit den „60ern“ mit 2:3 gegen Hertha BSC.

### Fortsetzung
In der Saison 1940/41 war er für Borussia Fulda in der Sportbereichsklasse Hessen aktiv und gewann nach Hin- und Rückspiel am 9. und 16. März 1941 gegen den BC Sport Kassel mit dem Gesamtergebnis von 9:5 die Gaumeisterschaft, die zugleich die Teilnahme an der Endrunde um die Deutsche Meisterschaft bedeutete. Die Untergruppe 2b schloss er mit der Mannschaft, für die er drei von vier Spielen (außer dem Heimspiel gegen Hannover 96) bestritt und zwei Tore erzielte, als Letzter ab.

### Ende
Nach dem Ende des Zweiten Weltkrieges schloss er sich dem FC Bayern München in der neu und ersten in Deutschland geschaffenen höchsten Spielklasse, der Oberliga Süd, an. In der Premierensaison 1945/46 bestritt er 14 von 30 Punktspielen für die Bayern und erzielte beachtliche neun Tore. Sein Debüt für die Bayern gab er am 11. November 1945 (2. Spieltag) beim 2:2-Unentschieden gegen den TSV Schwaben Augsburg im Stadion an der Grünwalder Straße. Beim 3:0-Sieg am 9. Dezember 1945 (6. Spieltag) im Heimspiel gegen den 1. FC Schweinfurt 05 erzielte er seine ersten beiden Tore.